# 村山誠
村山 誠（むらやま まこと、1966年〈昭和41年〉6月12日 - ）は、日本の労働・厚生労働官僚。

## 来歴
千葉県柏市出身。開成中学校・高等学校を経て、1990年（平成2年）、東京大学文学部を卒業。同年、労働省に入省。入省後、1991年（平成3年）に札幌中央労働基準監督署で育成研修を受け、労働基準監督官や安全衛生担当の技官と現場に同行し、安全帯を着用して高所作業にあたった。その後、労働基準局労働条件政策課長、同局総務課長、厚生労働省参事官、労働基準局安全衛生部長などを歴任。働き方改革関連法の成立や労働基準法の改正に携わった。
2020年（令和2年）8月7日、厚生労働省政策立案総括審議官兼内閣官房内閣審議官（内閣官房副長官補付）兼内閣官房就職氷河期世代支援推進室次長に就任。
2021年（令和3年）9月14日、厚生労働省大臣官房総括審議官に就任。
2022年（令和4年）6月28日、雇用環境・均等局長に就任。
2023年（令和5年）7月4日、厚生労働省大臣官房長に就任。
2025年（令和7年）7月8日、厚生労働省職業安定局長に就任